# Осакикамидзима (посёлок)
Осакикамидзима (яп. 大崎上島町 О:сакикамидзима-тё:) — посёлок в Японии, находящийся в уезде Тоёта префектуры Хиросима. Площадь посёлка составляет 43,30 км², население — 7931 человек (1 июля 2014), плотность населения — 183,16 чел./км².

## Географическое положение
Посёлок расположен на острове Осакикамидзима в префектуре Хиросима региона Тюгоку. С ним граничат города Куре, Такехара, Хигасихиросима, Имабари.

## Население
Население посёлка составляет 7931 человек (1 июля 2014), а плотность — 183,16 чел./км². Изменение численности населения с 1980 по 2005 годы:
| 1980 | 15 146 чел. |  |
| 1985 | 14 101 чел. |  |
| 1990 | 12 190 чел. |  |
| 1995 | 10 854 чел. |  |
| 2000 | 10 131 чел. |  |
| 2005 | 9236 чел.   |  |

## Символика
Деревом посёлка считается Citrus unshiu, цветком — фиалка Виттрока.